# Ljiljanolike
Ljiljanolike (Liliales), red biljaka jednosupnica ili Liliopsida koji obuhvaća 10 porodica sa 1 772 vrste. Ime dobiva po najvažnijem rodu ljiljanima (lilium) iz porodice ljiljanovki (Liliaceae; 745 vrsta), a drugi poznati predstavnik je tulipan.

## Opis
Liliales su red pretežno višegodišnjih uspravnih i uvijajućih i ptavih penjačica. Penjačice, kao što su Gloriosa (Colchicaceae) i Bomarea (Alstroemeriaceae), česte su u Americi u umjerenim i tropskim zonama, dok su većina vrsta suptropskog i tropskog roda Smilax (Smilacaceae) zeljaste ili drvenaste penjačice i čine veliki dio vegetacija unutar raspona Liliales. Oni također uključuju drvenaste grmove, koji imaju mesnate stabljike i podzemne skladišne ili trajne organe, uglavnom lukovičaste geofite, ponekad rizomatozne ili kormusne. Listovi su eliptični i trakasti s paralelnim žilicama ili jajoliki s dlanastim žilicama i mrežastim malim žilicama (Smilacaceae). U Alstroemeria i Bomarea (Alstroemeriaceae) listovi su resupinatni (uvijeni). 

### Karakteristike reda
Neki taksonomisti su ranije ograničili red Liliales da uključuje mnoge morfološki različite taksone unutar monokotiledona. Na temelju prvenstveno molekularnih podataka, Taksoni koji su prije bili uključeni u Liliidae, Liliales i Liliaceae sada su podijeljeni između tri glavna reda jednosupnica: Liliales, Asparagales i Dioscoreales. Asparagales, najveći i taksonomski najraznovrsniji od ova tri reda, karakteriziran je posjedovanjem sjemenki s karakterističnim vanjskim slojem koji sadrži fitomelan, ugljičnu tvar koja uzrokuje gustu crnu boju sjemenki, iako ova značajka nije univerzalna u redu. Liliales je sada znatno smanjen i definiran prisutnošću perigonalnih nektarija na bazi tepala, ekstrorsnih prašnika (otvor prašnika okrenut prema van) i ponekad pjegavih latica. Očekuje se daljnje preuređivanje rodova unutar porodica ovog reda prije nego što se postigne stabilna taksonomija.
Cvjetovi su vrlo varijabilni, u rasponu veličine od malih zelenih aktinomorfnih (radijalno simetričnih) cvjetova Smilaxa do velikih upadljivih koji se nalaze u Lilium, Tulipa i Calochortus (Liliaceae) i Lapageria (Philesiaceae). Čašice sepala i latice patala se ne razlikuju jedna od druge i poznate su kao tepal i tvore perijant. Obično su velike i šiljate, a kod kockavice, Fritillaria (Liliaceae) mogu biti šarolike. Nektarije mogu biti perigonalne (na bazi tepala), ali ne i septalne (na jajnicima). Perigonalni nektarij može biti jednostavno sekretorno epidermalno područje na bazi tepala (Lapageria) ili mala, udubljena područja obrubljena dlačicama, često sa žljezdanim površinskim izbočinama, na bazi unutarnjeg tepala (Calochortus), dok u Tricyrtisa tepali postaju gomoljasti ili pri dnu poput ostruge, tvoreći vrećicu s nektarom. Jajnici mogu biti inferiorni ili gornji, vrh često dugačak, a stigma glavičasta (glava igle). U brojnim taksonima postoje tri odvojena stila, posebno neke Melanthiaceae s.l. (npr. Helonias, Trillium, Veratrum) i Chionographis. Vanjski omotač epiderme ovojnice sjemena je staničan, a fitomelaninski pigment nedostaje. Unutarnji integument je također stanični i te su značajke plesiomorfne. 

## Porodice su:
Glavna porodica ljiljana (Liliaceae) a i ostali predstavnici odlikuju se podzemnim stabljikama i plodovima koji se javljaju kao tobolci (ima ga na primjer i mrazovac) ili bobe.
1. Familia Campynemataceae Dumort. (4 spp.)
  1. Campynema Labill. (1 sp.)
  2. Campynemanthe Baill. (3 spp.)
2. Familia Melanthiaceae Batsch ex Borkh. (195 spp.)
  1. Tribus Melanthieae Griseb.
    1. Zigadenus Michx. (1 sp.)
    2. Melanthium L. (4 spp.)
    3. Schoenocaulon A. Gray (29 spp.)
    4. Amianthium A. Gray (1 sp.)
    5. Veratrum L. (24 spp.)
    6. Toxicoscordion Rydb. (8 spp.)
    7. Stenanthium (A. Gray) Kunth (7 spp.)
    8. Anticlea Kunth (10 spp.)

  2. Tribus Heloniadeae Fr.
    1. Chamaelirium Willd. (2 spp.)
    2. Helonias L. (13 spp.)

  3. Tribus Xerophylleae S. Watson
    1. Xerophyllum Michx. (2 spp.)

  4. Tribus Parideae Bartl.
    1. Pseudotrillium S. B. Farmer (1 sp.)
    2. Paris L. (36 spp.)
    3. Trillium L. (48 spp.)
3. Familia Petermanniaceae Hutch. (1 sp.)
  1. Petermannia F. Muell. (1 sp.)
4. Familia Alstroemeriaceae Dumort. (289 spp.)
  1. Tribus Luzuriageae Benth. & Hook.
    1. Drymophila R. Br. (2 spp.)
    2. Luzuriaga Ruiz & Pav. (4 spp.)

  2. Tribus Alstroemerieae
    1. Bomarea Mirb. (147 spp.)
    2. Alstroemeria L. (136 spp.)
5. Familia Colchicaceae DC. (303 spp.)
  1. Tribus Uvularieae A. Gray ex Meisn.
    1. Uvularia L. (5 spp.)
    2. Disporum Salisb. (26 spp.)

  2. Tribus Burchardieae J. C. Manning & Vinn.
    1. Burchardia R. Br. (5 spp.)

  3. Tribus Tripladenieae Vinn. & J. C. Manning
    1. Kuntheria Conran & H. T. Clifford (1 sp.)
    2. Schelhammera R. Br. (2 spp.)
    3. Tripladenia D. Don (1 sp.)

  4. Tribus Iphigenieae Hutch.
    1. Camptorrhiza Hutch. (1 sp.)
    2. Iphigenia Kunth (12 spp.)

  5. Tribus Anguillarieae Pfeiff.
    1. Baeometra Salisb. (1 sp.)
    2. Wurmbea Thunb. (54 spp.)

  6. Tribus Colchiceae T. Nees & C. H. Eberm. ex Endl.
    1. Gloriosa L. (2 spp.)
    2. Littonia Hook. (7 spp.)
    3. Sandersonia Hook. (1 sp.)
    4. Ornithoglossum Salisb. (9 spp.)
    5. Hexacyrtis Dinter (1 sp.)
    6. Colchicum L. (119 spp.)
6. Familia Philesiaceae Dumort. (2 spp.)
  1. Lapageria Ruiz & Pav. (1 sp.)
  2. Philesia Comm. ex Juss. (1 sp.)
7. Familia Ripogonaceae Conran & H. T. Clifford (6 spp.)
  1. Ripogonum J. R. Forst. & G. Forst. (6 spp.)
8. Familia Smilacaceae Vent. (282 spp.)
  1. Smilax L. (282 spp.)
9. Familia Corsiaceae Becc. (27 spp.)
  1. Arachnitis Phil. (1 sp.)
  2. Corsia Becc. (25 spp.)
  3. Corsiopsis D. X. Zhang, R. M. K. Saunders & C. M. Hu (1 sp.)
10. Familia Liliaceae Juss. (807 spp.)
  1. Subfamilia Tricyrtidoideae Thorne & Reveal
    1. Tricyrtis Wall. (26 spp.)

  2. Subfamilia Streptopoideae Mabb. ex Reveal
    1. Streptopus Michx. (10 spp.)
    2. Scoliopus Torr. (2 spp.)
    3. Prosartes D. Don (5 spp.)

  3. Subfamilia Calochortoideae Thorne & Reveal ex Reveal
    1. Calochortus Pursh (77 spp.)

  4. Subfamilia Medeoloideae M. N. Tamura
    1. Medeola L. (1 sp.)
    2. Clintonia Raf. (5 spp.)

  5. Subfamilia Lilioideae Eaton
    1. Tribus Tulipeae Duby
      1. Gagea Salisb. (227 spp.)
      2. Amana Honda (6 spp.)
      3. Tulipa L. (135 spp.)
      4. Erythronium L. (33 spp.)

    2. Tribus Lilieae Lam. & DC.
      1. Notholirion Wall. ex Voigt (5 spp.)
      2. Cardiocrinum (Endl.) Lindl. (3 spp.)
      3. Fritillaria L. (152 spp.)
      4. Lilium L. (120 spp.)

Ugrožene vrste su: Bomarea ceratophora, Bomarea chimborazensis, Bomarea uncifolia, Romulea aquatica; kritično ugrožene: Bomarea angulata, Bomarea goniocaulon, Bomarea graminifolia, Bomarea hartwegii, Bomarea longipes, Romulea antiatlantica.
- Ljiljan
- Corsia ornata, Vogelkop, Nova Gvineja
- Colchicum hungaricum
- Alstroemeria aurea